# Bò rừng xoăn
Bò rừng xoăn là loài thuộc bộ guốc chẵn Artiodactyla và các nhà khoa học xếp chúng vào họ trâu bò Bovidae. Năm 1964 các nhà khoa học phát hiện loài này phân bố ở biên giới giữa Việt Nam, Campuchia, Lào và Thái Lan. Theo mô tả, sừng của loại bò này dùng để chữa bệnh do rắn và côn trùng cắn.